# Claire Chazal
Claire Chazal (Thiers, 1 de dezembro de 1956) é um jornalista, romancista e ex-diretor de notícias francês do primeiro canal de televisão TF1.
De 1991, Chazal foi apresentadora do noticiário de fim de semana da TF1 até sua última transmissão em 13 de setembro de 2015. Anne-Claire Coudray, que muitas vezes a substituía quando ela estava ausente, foi sua substituta. Entre 2010 e 2015, depois do telejornal, apresentou também o programa Reportages às 13h30.
Ele apresentou Je/nous de Claire, um talk show no canal de televisão gay Pink TV que ajudou a iniciar em 2004. O título deste programa coincide foneticamente com o do filme francês O Joelho de Claire.
Chazal se formou na Escola HEC Paris.